# Agrochola rubetra
Agrochola rubetra là một loài bướm đêm trong họ Noctuidae.